# Maria Forescu
Maria Forescu (née Maria Füllenbaum le 15 janvier 1875 à Czernowitz, Autriche-Hongrie ; morte le 23 novembre 1943, à Buchenwald ou à Berlin) était une chanteuse d'opérette et une actrice.

## Biographie
Après avoir été dans un internat à Paris, Maria Forescu étudia au conservatoire de Prague le chant, la musique et le théâtre.
Elle débuta l'opérette au Carltheater de Vienne. Elle se produisit ensuite sur plusieurs scènes d'Europe, notamment à Berlin au  Theater des Westens, à l'Operettentheater et au Metropol Theater. C'est aussi à cette époque qu'elle aurait enregistré des disques pour le label Parlophone de Lindström-Konzerns.
Elle tourna son premier film en 1911. Étant d'origine juive, elle ne put plus tourner après l'accession au pouvoir des Nazis.
Inscrite sur une liste de déportation pour Buchenwald, elle mourut peut-être de maladie à Berlin avant que ce transport ait pu avoir lieu.

## Filmographie
- 1911 : Krone und Fessel
- 1911 : Die Pflicht
- 1912 : Ihr Strandgut
- 1913 : Der Steckbrief
- 1915 : Märtyrerin der Liebe
- 1916 : Seltsame Köpfe
- 1916 : Professor Nissens seltsamer Tod
- 1916 : Am Abgrund
- 1918 : Veritas vincit
- 1918 : Peer Gynt. 1. Peer Gynts Jugend
- 1918 : Peer Gynt. 2. Peer Gynts Wanderjahre und Tod
- 1918 : Irrwahn
- 1918 : Die Tochter des Rajah
- 1918 : Dida Ibsens Geschichte
- 1918 : Der Weg, der zur Verdammnis führt. 1. Das Schicksal der Aenne Wolter
- 1918 : Colomba
- 1919 : Phantome des Lebens
- 1919 : Nachtasyl
- 1919 : Gepeitscht
- 1919 : Die rote Herzogin
- 1919 : Der blaue Fleck
- 1919 : Der Tänzer. 2. Teil
- 1919 : Der Mann auf der Flasche
- 1919 : Das Medaillon der Lady Sington
- 1920 : Marizza, genannt die Schmuggler-Madonna
- 1920 : Im Banne des Andern
- 1920 : Die entfesselte Menschheit
- 1920 : Die Schuld des Andern
- 1920 : Alfred von Ingelheims Lebensdrama
- 1921 : Terpsichore. Die Macht des Tanzes
- 1921 : Tanja, die Frau an der Kette
- 1921 : Razzia
- 1921 : Piraten der Schönheit
- 1921 : Könnyved, der große Unbekannte
- 1921 : Hapura, die tote Stadt. 1. Der Kampf um das Millionentestament
- 1921 : Die Sendung des Yoghi
- 1921 : Die Fremde aus der Elstergasse d'Alfred Tostary
- 1921 : Die Bettelgräfin vom Kurfürstendamm
- 1921 : Der Todesreigen
- 1921 : Der Mann in der Litfassäule
- 1921 : Der Abenteurer
- 1922 : Tabea, stehe auf!
- 1922 : Sie und die Drei
- 1922 : Marie Antoinette, das Leben einer Königin
- 1922 : Lola Montez (en)
- 1922 : Königin Karoline von England
- 1922 : Jimmy, ein Schicksal von Mensch und Tier
- 1922 : Hanneles Himmelfahrt
- 1922 : Destin de femme
- 1922 : Der Ruf des Schicksals
- 1922 : Der Graf von Charolais
- 1922 : Bummellotte
- 1923 : Sein gefährlichstes Spiel
- 1923 : Menschen und Masken. 1. Der falsche Emir
- 1923 : Menschen und Masken. 2. Ein gefährliches Spiel
- 1923 : Esterella
- 1923 : Die Marionetten der Fürstin
- 1923 : Der Großindustrielle
- 1923 : Auferstehung. Katjuscha Maslowa
- 1924 : À qui la faute ? (Nju)
- 1924 : Gefährliche Freundschaft
- 1925 : Menschen untereinander
- 1925 : Leidensweg der kleinen Lilo
- 1925 : Im Krug zum grünen Kranze
- 1925 : Hanseaten
- 1925 : Götz von Berlichingen zubenannt mit der eisernen Hand
- 1925 : Fedora (Frauenliebe - Frauenhaß)
- 1925 : Dürfen wir schweigen?
- 1925 : Die Verrufenen
- 1925 : Die Erbin von St. Alban
- 1925 : Der Liebeskäfig
- 1925 : Der König und die kleinen Mädchen
- 1925 : Das Abenteuer der Sibylle Brandt
- 1926 : Spitzen
- 1926 : Schenk mir das Leben (Die Tränen der Ungeborenen)
- 1926 : Kubinke, der Barbier und die drei Dienstmädchen
- 1926 : Eine tolle Nacht
- 1926 : Die schwarze Hanne
- 1926 : Die Wiskottens
- 1926 : Die Piraten der Ostseebäder
- 1926 : Die Frauengasse von Algier
- 1926 : La Bonne Réputation
- 1926 : Der Zigeunerbaron
- 1926 : Der Sieg der Jugend
- 1926 : Der Liebe Lust und Leid. Kellerkavaliere
- 1927 : Laster der Menschheit de Rudolf Meinert
- 1927 : Wer wirft den ersten Stein?
- 1927 : Valencia, Du schönste aller Rosen
- 1927 : La Traite des Blanches : un danger international
- 1927 : Frühere Verhältnisse
- 1927 : Einbruch
- 1927 : Die Hölle der Jungfrauen
- 1927 : Der falsche Prinz
- 1927 : Bigamie
- 1927 : Arme kleine Colombine
- 1928 : Der Mann mit dem Laubfrosch
- 1928 : Das Mädel aus der Provinz
- 1928 : Anastasia, die falsche Zarentochter
- 1929 : Zwei Brüder (Rivalen der Liebe)
- 1929 : Vererbte Triebe. Der Kampf ums neue Geschlecht
- 1929 : Sein bester Freund. Ein Abenteuer mit 15 Hunden
- 1929 : Männer ohne Beruf
- 1929 : Meineid. Ein Paragraph, der Menschen tötet
- 1929 : Madame Lu, die Frau für diskrete Beratung
- 1929 : Le Meneur de joies
- 1929 : Die Kaviarprinzessin
- 1929 : Le Reporteur diabolique
- 1929 : Der Sittenrichter
- 1929 : Das goldene Krönlein
- 1930 : Verklungene Träume
- 1930 : Susanne macht Ordnung
- 1930 : Lui et moi
- 1930 : Liebeskleeblatt
- 1930 : Er oder ich
- 1930 : Der Weg nach Rio
- 1930 : Das alte Lied
- 1930 : Das Geheimnis der fünf Schlüssel
- 1930 : Danton
- 1931 : Zwischen Nacht und Morgen
- 1931 : Schatten der Unterwelt
- 1931 : Ombres des bas fonds
- 1931 : L'Auberge du père Jonas de Harry Piel
- 1931 : Ein ausgekochter Junge
- 1931 : Les Treize Malles de monsieur O. F. (Die Koffer des Herrn O.F.) d'Alexis Granowsky
- 1931 : Bobby geht los
- 1932 : Der Frechdachs
- 1932 : Nous les mères (Das erste Recht des Kindes) de Fritz Wendhausen

## Source de la traduction
- (de) Cet article est partiellement ou en totalité issu de l’article de Wikipédia en allemand intitulé « Maria Forescu » (voir la liste des auteurs).